# Drapeau de Getxo
Le Drapeau de Guetxo est une régate qui fait partie actuellement de la Ligue San Miguel et qui a été organisée pendant quelques années par le club d'aviron Algorta et durant les dernières années par le club d'aviron Getxo.

## Palmarès
| Éditions | Années | Vainqueurs         |
| Ire      | 1979   | Santurtzi          |
| IIe      | 1980   | Kaiku              |
| IIIe     | 1981   | Kaiku              |
| IVe      | 1982   | Kaiku              |
| Ve       | 1983   | Kaiku              |
| VIe      | 1984   | Zumaia             |
| VIIe     | 1985   | Zumaia             |
| VIIIe    | 1986   | Kaiku              |
| IXe      | 1987   | Santurtzi          |
| Xe       | 1988   | Santurtzi          |
| XIe      | 1989   | Zumaia             |
| XIIe     | 1990   | Zierbena           |
| XIIIe    | 1991   | Orio               |
| XIVe     | 1992   | Orio               |
| XVe      | 1993   | Orio               |
| XVIe     | 1994   | Donibaneko         |
| XVIIe    | 1995   | San Pedro          |
| XVIIIe   | 1996   | Tirán              |
| XIXe     | 1997   | Orio               |
| XXe      | 1998   | San Pedro          |
| XXIe     | 1999   | Urdaibai           |
| XXIIe    | 2000   | Astillero          |
| XXIIIe   | 2001   | Orio               |
| XXIVe    | 2002   | Urdaibai           |
| XXVe     | 2003   | Ur-Kirolak         |
| XXVIe    | 2004   | Arkote             |
| XXVIIe   | 2005   | Pontejos, Guétaria |
| XXVIIIe  | 2006   | Pedreña            |
| XXIXe    | 2007   | Orio               |
| XXXe     | 2008   | Castro-Urdiales    |
| XXXIe    | 2009   | Castro-Urdiales    |
| XXXIIe   | 2010   | Urdaibai           |

## Note et référence
- (es) Cet article est partiellement ou en totalité issu de l’article de Wikipédia en espagnol intitulé « Bandera de Guecho » (voir la liste des auteurs).